# Speleomantes
Speleomantes é um gênero de anfíbio caudado da família Plethodontidae, distribuído na Córsega, França e Itália.

## Espécies
- Speleomantes ambrosii (Lanza, 1954)
- Speleomantes flavus (Stefani, 1969)
- Speleomantes genei (Temminck e Schlegel, 1838)
- Speleomantes imperialis (Stefani, 1969)
- Speleomantes italicus (Dunn, 1923)
- Speleomantes strinatii (Aellen, 1958)
- Speleomantes supramontis (Lanza, Nascetti e Bullini, 1986)